# Riccardo Milani
Riccardo Milani (Roma, 15 aprile 1958) è un regista e sceneggiatore italiano.

## Biografia
Inizia come aiuto regista di Nanni Moretti, Mario Monicelli e Daniele Luchetti, debutta come regista nel 1997 con il lungometraggio Auguri professore seguito nel 1999 da La guerra degli Antò. Per la televisione, oltre ad aver girato molti spot pubblicitari (celebri nel 2000 con Marcello Cesena gli spot per la Telecom interpretati da Daniele Luttazzi), è stato regista per la serie TV La omicidi e Il sequestro Soffiantini. Torna al cinema nel 2003 con il film Il posto dell'anima, del quale è anche sceneggiatore.
Nel 2007 ha diretto la pellicola Piano, solo, con un cast comprendente tra gli altri Kim Rossi Stuart, Jasmine Trinca, Michele Placido e Paola Cortellesi, sua attuale moglie. Nel 2008, Rebecca, la prima moglie, con Alessio Boni, Cristiana Capotondi e Mariangela Melato. Nel 2011 viene trasmessa su Rai 1 la miniserie in due puntate Atelier Fontana - Le sorelle della moda da lui diretta, con Alessandra Mastronardi, Anna Valle e Federica De Cola. Nel 2015 firma la regia della nuova fiction È arrivata la felicità per le prime 4 puntate, successivamente la regia viene affidata a Francesco Vicario.
Alla 18ª edizione della Festa del Cinema di Roma, nella sezione "proiezioni speciali", presenta un documentario dedicato a Giorgio Gaber Io, noi e Gaber; sarà nelle sale, come evento speciale, il 6, 7 e 8 novembre 2023.

## Vita privata
Il 1º ottobre 2011 sposa, dopo nove anni di fidanzamento, l'attrice Paola Cortellesi, conosciuta sul set de Il posto dell'anima. La coppia ha una figlia, Laura, nata il 24 gennaio 2013. Dal precedente matrimonio ha avuto altre due figlie: Chiara e Alice.

## Filmografia

### Cinema
- Auguri professore (1997)
- La guerra degli Antò (1999)
- Il posto dell'anima (2003)
- Piano, solo (2007)
- Benvenuto Presidente! (2013)
- Scusate se esisto! (2014)
- Mamma o papà? (2017)
- Come un gatto in tangenziale (2017)
- Ma cosa ci dice il cervello (2019)
- Come un gatto in tangenziale - Ritorno a Coccia di Morto (2021)
- Corro da te (2022)
- Nel nostro cielo un rombo di tuono – documentario (2022)
- Grazie ragazzi (2023)
- Io, noi e Gaber – documentario (2023)
- Un mondo a parte (2024)
- La vita va così (2025)

### Televisione
- Il sequestro Soffiantini – miniserie TV (2002)
- La omicidi – serie TV (2004)
- Cefalonia – miniserie TV (2005)
- Assunta Spina – miniserie TV (2006)
- Rebecca, la prima moglie – miniserie TV (2008)
- Tutti pazzi per amore – serie TV (2008)
- Tutti pazzi per amore 2 – serie TV (2010)
- Atelier Fontana - Le sorelle della moda – miniserie TV (2011)
- Una grande famiglia – serie TV (2012-2015)
- Volare - La grande storia di Domenico Modugno – miniserie TV (2013)
- È arrivata la felicità – serie TV (2015)
- Di padre in figlia – miniserie TV (2017)

## Riconoscimenti
- David di Donatello
  - 1998 - Candidatura al miglior regista esordiente per Auguri professore
  - 2008 - Candidatura al David Giovani per Piano, solo
  - 2022 - Candidatura al David Giovani per Come un gatto in tangenziale - Ritorno a Coccia di Morto
  - 2023 - Candidatura al David Giovani per Corro da te
  - 2024 - Candidatura al miglior documentario per Io, noi e Gaber
- Nastro d'argento
  - 2004 - Candidatura al miglior soggetto per Il posto dell'anima
  - 2013 - Candidatura alla miglior commedia per Bentornato Presidente
  - 2018 - Miglior commedia per Come un gatto in tangenziale
  - 2022 - Miglior commedia per Come un gatto in tangenziale - Ritorno a Coccia di Morto
  - 2022 - Miglior commedia per Corro da te
  - 2023 - Candidatura alla miglior commedia per Grazie ragazzi
  - 2023 - Premio speciale al Miglior documentario nella categoria “Il Grande Calcio – Gli Eroi dello Sport” per Nel nostro cielo un rombo di tuono
  - 2024 - Miglior film commedia per Un mondo a parte
  - 2024 - Miglior documentario "cinema, spettacolo, cultura" per Io, noi e Gaber
- Ciak d'oro
  - 2024[6] - Candidatura migliore regista per Un mondo a parte